# Салчак, Сарыг-оол Чалбыышович
Салчак, Сарыг-оол Чалбыышович (10 мая 1936 г. — 27 марта 2004 г.) — поэт, писатель, член Союза писателей Республики Тыва (1991), член Союза журналистов России (2001).

## Биография
Салчак Сарыг-оол Чалбыышович родился 10 мая 1936 г. в сумоне Коп-Соок Барун-Хемчикского хошууна Тувинской Народной Республики. Окончил школу с. Кооп-Соок, филологический факультет Кызылского государственного педагогического института. Работал председателем спорткомитета Бай-Тайгинского района, учителем в школах сел Кунгуртуг Тере-Холского района, Эрги-Барлык Барун-Хемчикского района, Кара-Холь, Шуй, Тээли, заведующим отделом Бай-Тайгинского райкома партии, пресс- секретарем администрации Бай-Тайгинского кожууна. Почетный гражданин села Тээли.

## Творчество
Литературную деятельность начал с 1961 г. Автор поэтических сборников: «Судал» («Пульс»,1988), «Аас-кежиим» («Счастье свое», 2002). Для его поэзии характерно стремление передавать цельность и многообразие бытия, тесные связи человека с природой. С тихи эмоциональны, насыщены реалистическими переживаниями («Ырла, чурээм», «Торээн Тывам-алдын черим», «Кара чаъжы»). Язык его стихов ярок и колоритен. В творчестве С. Сарыг-оола немало стихов посвящено солдатской жизни («Шеригдиве халдып ор мен» и т.д). Они оказали воздействие на развитие солдатской темы в тувинской поэзии. Поэтические произведения писателя вошли в хрестоматию для воспитателей дошкольных образовательных учреждений Республики Тыва и родителей «Номчулга ному» / «Книга для чтения» (в рамках Регионального проекта «Тувинский язык — детям»).
Его стихи переведены на русский, монгольские языки. Перевел на тувинский язык стихи Р. Газматова. Член Союза писателей Республики Тыва (1991). Член Союза журналистов России (2001).

### Основные публикации
- Салчак, Сарыг-оол Чалбыышович. Судал; шулуктер, шулуглел: — Кызыл: ТывНУЧ,1988. — 64 Ар.
- Салчак, Сарыг-оол Чалбыышович. Пульс : Стихи, поэма / Сарыг-оол Салчак. — Кызыл : Тувин. кн. изд-во, 1988. — 60,[1] с.; 16 см; ISBN 5-7655-0029-3 : 2 к[4].
- Салчак, Сарыг-оол Чалбыышович. Аас-кежиим: шулуктер, — Кызыл: ТИЦ «Улуг-Хем», 2002. — 63 ар.
- Счастье мое: стихи.- Кызыл: ТИЦ «Улуг-Хем», 2002. — 63 с.